# Rahia
Rahia (în arabă الراحية) este o comună din provincia Oum El-Bouaghi, Algeria.
Populația comunei este de 2.711 locuitori (2008).